# Coptops aedificator

Coptops aedificator es una especie de escarabajo de la familia Cerambycidae. Fue descrito por Johan Christian Fabricius en 1792, originalmente bajo el género Lamia.

## Distribución
Se extiende por Yibuti, Tanzania, la República Democrática del Congo, Etiopía, Omán, Gabón, India, Madagascar, Malaui, Namibia, Nigeria, Arabia Saudita, Costa de Marfil, Camerún, Senegal, Sudáfrica, Seychelles, Mauricio, Sri Lanka y Zambia. También fue introducido en Cabo Verde, Hawái, y Taiwán.

## Alimentación
Se alimenta de varias especies de plantas del género Coffea, incluyendo C. arabica, C. canephora, y C. liberica  var. dewevrei. Cuando el árbol del cacao Theobroma cacao fue introducido a otros países, el escarabajo también adoptó a este como planta hospedera.